# Elaver exempta
Elaver exempta là một loài nhện trong họ Clubionidae.
Loài này thuộc chi Elaver. Elaver exempta được Willis J. Gertsch & Michael Davis miêu tả năm 1940.